# 托馬斯·普萊德爾
托馬斯·普萊德爾（德語：Thomas Pledl，1994年5月23日—），是一名德國足球運動員，在場上司職中場。

## 俱樂部生涯
2019年4月10日，杜塞爾多夫確認普萊德爾將從2019/20賽季加入俱樂部，他簽了一份為期兩年的合約。

## 外部連結
- fussballdaten.de：Thomas Pledl之統計數據 （德文）
- Soccerway資料庫：托馬斯·普萊德爾